# 鈴木幸一
鈴木 幸一（すずき こういち、1946年9月3日 - ）は、日本の実業家。株式会社インターネットイニシアティブ代表取締役会長（第2代）・最高経営責任者（初代）、東京・春・音楽祭実行委員会委員長（初代）、文化功労者。
社団法人日本能率協会での勤務を経て、株式会社日本アプライドリサーチ研究所代表、株式会社インターネットイニシアティブ企画取締役、株式会社インターネットイニシアティブ社長（第2代）、東京のオペラの森実行委員会委員長（初代）などを歴任した。

## 人物
深瀬弘恭とともにインターネットイニシアティブを創業した。日本における商用インターネットサービスの先駆者である。クラシック好きが高じて、個人として私費を投じて音楽祭「東京のオペラの森」を起ち上げた。のちに東京のオペラの森は東京・上野で開催されるクラシック音楽祭「東京・春・音楽祭」となったが、引き続きその実行委員長を務めている。
ショーン・コネリーとの邂逅。ニューヨークのゴルフ倶楽部を訪れたとき、バーにどうも雰囲気のある男性がいたので思わず「どこかでお目にかかりましたでしょうか」と尋ねたところ、「ジェームズ・ボンド」と笑顔で返された。後にも先にも、バーのカウンターで朝から一人でウィスキーグラスを空ける、あれほど魅力的な姿を見たことがなかったという。
文学部出身の実業家として、文芸誌に寄稿したこともある。

## 略歴
- 1946年9月3日、神奈川県横浜市に生まれる[4]。
- 1972年、神奈川県立横浜緑ケ丘高等学校（後に連合赤軍の山岳ベース事件で殺される遠山美枝子と同級生だった[5]）を経て、早稲田大学文学部卒業[6]。
- 1972年9月、社団法人日本能率協会に入社。インダストリアル・エンジニアリング、新規事業開発等を担当（1982年まで）。
- 1982年9月、株式会社日本アプライドリサーチ研究所・代表取締役に就任。ベンチャー企業育成、地域開発コンサルテーション等にあたる。
- 1992年12月、株式会社インターネットイニシアティブ企画を設立。取締役に就任 （1994年まで）。
- 1994年4月、株式会社インターネットイニシアティブ（IIJ）・代表取締役社長に就任。
- 1995年11月、（株）アジア・インターネット・ホールディング代表取締役社長（2005年まで）。
- 1996年3月、IIJアメリカ代表取締役社長（1999年まで）。
- 2003年4月、「東京のオペラの森」発起人
- 2005年7月、「東京のオペラの森実行委員会」実行委員長
- 2008年12月、「東京・春・音楽祭実行委員会」実行委員長（現在まで）
- 2013年6月、株式会社インターネットイニシアティブ（IIJ）・代表取締役会長兼CEO[7][8]。

## 賞歴
- 2001年10月、「平成13年度情報化促進貢献個人」（総務大臣賞）
- 2015年1月、第35回毎日経済人賞

## 栄典
- 2017年10月 イタリアの星勲章コンメンダトーレ章[9]
- 2020年11月 文化功労者[10]
- 2022年5月 オーストリア共和国有功大栄誉章[11]

## 役職
- 株式会社インターネットイニシアティブ・代表取締役社長 （1994年～現職）
- インターネットマルチフィード株式会社・代表取締役社長 （～現職）
- IIJ America Inc.　Chairman of the Board （～現職）
- 株式会社アトム・取締役 （～現職）
- 株式会社IIJエンジニアリング・代表取締役社長 （～現職）
- 東京・春・音楽祭実行委員会 実行委員長（～現職）

## 著作
- 「日々酔狂 －インターネット創業10年未だ交戦中」 （小学館刊）
- 「言葉の水割り －酒と煙草と、ぼくの思いはインターネット」 （講談社刊）
- 「鈴木幸一の文明漂論」 （日本経済新聞出版社刊）
- 「日本インターネット書紀」 （講談社刊）